# Помологија
Помологија (од латинских речи лат. pomum — воће и лат. logos — наука) наука је о воћкама и воћу; у ширем смислу воћарство, у ужем проучавање плодова. Циљ воћарске прозводње је да се што пре достигне и што дуже остварује високе приносе квалитетног воћа уз минималне трошкове. Напредно воћарство је један од стубова напредне пољопривреде и правилне исхране народа.
Разликује се помобиологија и помотехника. 
Помобиологија обухвата помоморфологију, помофизиологију, помоекологију и помоекофизиологију. Помоморфологија проучава морфолошке специфичности вегетативних и генеративних органа врста, одлика (сорта) и подлога. Помофизиологија се бави проучавањем физиологије: периода мировања, заметања цветних пупољака, цветање, оплодње, родности, резања, прехране, раста вегетативних и генеративних органа током појединих фенофаза, годишњег и животног циклуса с посебним освртом на заједништво подлоге и племке. Помоекологија проучава однос воћака према клими, тлу, надморској висини и рељефу, а помоекофизиологија зависност физиолошких промена о еколошким условима. 
Помотехника истражује утицај техничких поступака на раст, родност и квалитет плодова.

## Историја
Помологија као наука није много стара, као научна дисциплина новијег је датума. Прве податке о помолошким проучавањима налазимо у 16. веку. Воћарство као привредна грана такође се споро развијало. Воћарску привреду најчешће су ометали ратови.
Развој воћарске науке у другој половини 20. века, нарочито у области физиологије и оплемењивања воћака, омогућио је позитивне промене у сортименту, избору подлога и технологији гајења и чувања. То је довело у светским размерама до вишеструког повећања производње воћа, побољшања његовог квалитета и повећања рентабилности. 

### Помологија у Србији
Поднебље Србије је у историји било познато и пропознатљиво по производњи ратарских култура, пре свега кукуруза и пшенице. Како су главне производне културе почеле да се мењају тако се јавила потреба за новим сазнањима из поља воћарства, односно помологије. Од ратарски препознатљиве државе, Србија је постала позната и јако цењена у свету по квалитету воћарских култура попут шљиве, малине, брескве, крушке, јабуке и осталих не мање значајних врста.
Врло је интересантан развој српске воћарске привреде. У том развоју одређено место припада манастирима, који су узгајали квалитетне сорте воћака. У раздобљу између два светска рата било је више покушаја да се воћарска производња унапреди. Настојало се да лош сортимент буде замењен бољим, као и да се почне са гајењем једног броја врста и сорти које се код нас нису до тада гајиле. Овом циљу служила је мрежа среских расадника, средњих и нижих пољопривредних школа, факултета, трговинских комора, Одељење за биљну производњу министарства пољопривреде, Српско пољопривредно друштво, Задужбина „Николе Спасића”. Трговинска комора је у више наврата увозила саднице и калем-гранчице одабраних сорти воћака. Због тога се данас могу наћи бројне сорте воћака широм Србије. Стабла неких сорти су већ пропала, док су се од неких још задржала, што је знак да су повољно реаговала на локалне услове.
Воћарство Југославије имало је велике штете и у току Другог светског рата. Требало је после ослобођења уложити велике напоре за његову обнову.

## Помолошка класификација
Воћке се најчешће деле према такозваној помолошкој класификацији која првенствено почива на особинама плода, а води рачуна и о ботаничкој сродности и географској распрострањености воћака. Према помолошкој класификацији воћке могу да се разврстају у следећих 6 група:
| Назив групе         | Врсте унутар групе |
| ------------------- | --- |
| 1. Јабучасте воћке  | Јабука, крушка, дуња, мушмула и оскоруша                                                                                        |
| 2. Коштичаве воћке  | Домаћа шљива, трношљива, црни трн, џанарика, бресква, кајсија, трешња, вишња и магрива                                          |
| 3. Језграсте воћке  | Орах, леска, питоми кестен, бадем, пекан, пистаћ и макадамија                                                                   |
| 4. Јагодасте воћке  | Јагода, малина, купина, рибизла, огрозд, јоста, боровница, дуд и актинидија                                                     |
| 5. Суптропске воћке | Маслина, смоква, поморанџа, мандарина, лимун, грејпфрут, понцирус, нар, рогач, јапанска јабука, јапанска мушмула, киви и жижула |
| 6. Тропске воћке    | Банана, манго, ананас, папаја, урма, авокадо, кокосов орах, какао и фејоа                                                       |

Помолошка класификација воћака није идеална, али ипак омогућава релативно добру прегледност и лакше проучавање воћака.